# Joëlle Milquet
Joëlle Milquet, née le 17 février 1961 à Montignies-sur-Sambre (Charleroi), est une femme politique belge.
Elle est membre du Centre démocrate humaniste (ex-Parti social chrétien), dont elle est la présidente de 1999 à 2011 et dont elle initie le changement de dénomination en 2002. Sénatrice de 1995 à 1999, Députée fédérale de 2003 à 2008, elle est vice-Première ministre, ministre de l’Emploi et de l’Égalité des chances, chargée de la Politique de Migration et d'Asile dans le gouvernement Leterme II jusqu'au 6 décembre 2011. Depuis le 6 décembre 2011, elle est vice-Première ministre, ministre de l’Intérieur et de l’Égalité des chances dans le gouvernement Di Rupo. Elle quitte ce poste le 22 juillet 2014 pour devenir vice-ministre-présidente du gouvernement de la Communauté française de Belgique, chargée de l’Éducation, de la Culture et de l'Enfance. À la suite d'une procédure judiciaire dont elle fait l'objet concernant le dossier connu sous le nom des « Emplois fictifs », Joëlle Milquet démissionne de son poste de ministre le 11 avril 2016 mais reprend alors aussitôt son mandat de députée à la Région bruxelloise.

## Biographie
D'ascendance espagnole, Joëlle Milquet grandit à Loverval dans une famille d'enseignants. Son père décède lorsqu'elle est âgée de 6 ans. Elle effectue des humanités gréco-latines à l'Institut des Dames de Saint André à Charleroi. Joëlle Milquet a 4 enfants ; Sacha Pierre, Raphaël Pierre, Laura Pierre et Clara Pierre.

### Personnalité
Joëlle Milquet dispose d'une personnalité qu'elle qualifie d’« extravertie » et « sociale ». La presse et d'autres politiciens abordent à de nombreuses reprises ses débordements tandis que son refus intransigeant sur le volet institutionnel et communautaire lui vaut le surnom de « Madame Non ». Au sein de son parti, elle est décrite comme étant « exceptionnellement intelligente » par Maxime Prévot. Deux ans plus tard, alors qu'elle est devenue ministre de l’Enseignement obligatoire, La Libre Belgique note de nombreux départs au sein de son cabinet, évoquant une « instabilité permanente au sein du cabinet ». La presse fait écho de la lassitude des cadres de son parti depuis sa passation de pouvoir, après 10 ans où elle l'a incarné fortement, tout en continuant pourtant à y jouir d'une certaine popularité. Elle énerverait jusque dans ses propres rangs en raison d'attitudes parfois cassantes et de retards perpétuels.
Lorsque des difficultés politiques surviennent, elle éprouve généralement une grande réticence à reconnaître une responsabilité personnelle, n’hésitant pas à pointer du doigt d’autres responsables, y compris dans son propre parti, comme Melchior Wathelet pour le dossier du survol de Bruxelles, ou à remettre en cause l’« avis parmi d’autres » du Conseil d’État, le manque de « sagacité » de la Cour constitutionnelle, ou encore les « extrapolations » de la Cour des comptes.

### Carrière
Elle est licenciée en droit de l'université catholique de Louvain (UCL) en juin 1984, suivi d'un diplôme de spécialisation en droit des affaires à l’Europa Instituut de l'université d'Amsterdam (Pays-Bas). De 1985 à 1992, Joëlle Milquet est inscrite au barreau de Bruxelles. Elle travaille dans des cabinets d'avocats, est assistante de 1986 à 1990 du professeur Marcel Fontaine au Centre de droit privé de l'UCL et quelque temps référendaire auxiliaire auprès du juge belge à la Cour de justice des Communautés européennes. Elle rejoint dès 1987 le groupe parlementaire du Parti social chrétien au Sénat comme attachée parlementaire pour devenir ensuite conseillère, chef de cabinet adjoint du ministre de l'Enseignement supérieur Michel Lebrun, puis secrétaire politique du parti. En 1995, elle devient sénatrice.

### Parcours politique
Le 16 décembre 1995, Gérard Deprez quitte la présidence du PSC francophone, en annonçant qu'il doit être remplacé par un nouveau président, et pourquoi pas une présidente, faisant clairement allusion à Joëlle Milquet. Soutenue par le président sortant et des personnalités du parti, sa candidature ne convainc pas la base dans un premier temps. Elle doit attendre la fin des brèves présidences de Charles-Ferdinand Nothomb (1996-1998) et de Philippe Maystadt (1998-1999) pour prendre la direction du parti.
Elle devient présidente du PSC en 1999 dans des conditions difficiles : le parti se retrouve dans l'opposition alors qu'il est au pouvoir depuis une quarantaine d'années et traverse un profond malaise, symbolisé par l'exclusion, en janvier 1998, de l'ancien président du parti, Gérard Deprez, qui fonde un parti dissident, le MCC (Mouvement des citoyens pour le changement), qui se lie au PRL pour fonder le MR.
Joëlle Milquet lance alors un travail de réforme du PSC marqué par l'abandon du "C" de chrétien et la transformation du vieux PSC en cdH, centre démocrate Humaniste en 2002 afin de pouvoir élargir son électorat aux autres confessions, plus particulièrement la communauté musulmane. Elle est réélue par les militants présidente du cdH malgré de nombreuses tensions internes, la principale inquiétude de certains militants étant le virage au centre-gauche du parti.
À la suite des élections régionales de 2004, le cdH entre dans la majorité politique des Gouvernements de la Région de Bruxelles-Capitale, de la Région wallonne et de la Communauté française de Belgique. Voulant donner une image rénovée de son parti et montrer clairement la rupture avec l'ancien PSC, Joëlle Milquet choisit cinq ministres jeunes n'ayant jamais occupé de poste ministériel : Benoît Lutgen, Catherine Doyen-Fonck, Marie-Dominique Simonet, Benoît Cerexhe et André Antoine.
En octobre 2006, après les élections communales, le bourgmestre socialiste Freddy Thielemans, et la présidente du cdH, Joëlle Milquet, tous deux têtes de liste de leur parti à la ville de Bruxelles, annoncent officiellement l'accord de leurs formations respectives pour construire une majorité et diriger la ville. Joëlle Milquet devient première échevine de Bruxelles.
Lors des élections fédérales du 10 juin 2007, Joëlle Milquet occupe la première place de la liste du cdH pour la Chambre dans la circonscription de Bruxelles-Hal-Vilvorde. Elle obtient 33 043 voix et est donc réélue députée fédérale.
À partir de juillet 2007, elle participe aux négociations menées par le formateur Yves Leterme entre les chrétiens démocrates et les libéraux pour former le gouvernement fédéral. Dans la presse flamande, elle est appelée Madame Non, du fait de sa réputation de rejeter les propositions émises par ses collègues flamands.
Joëlle Milquet fait partie en 2008 du groupe de 18 responsables politiques chargés de négocier la réforme de l'État sous la houlette d'Yves Leterme. Elle négocie également la participation de son parti (le cdH) au gouvernement intérimaire (Gouvernement Verhofstadt III) et au Gouvernement Leterme I.
Le 20 mars 2008, elle est nommée vice-première ministre, ministre de l’Emploi et de l’Égalité des chances dans le Gouvernement Leterme I et annonce sa volonté de quitter la présidence du cdH pour ne pas cumuler les postes. Elle est temporairement remplacée à la Ville de Bruxelles par Hamza Fassi-Fihri, la loi interdisant le cumul d'une fonction de Ministre avec une fonction exécutive au niveau communal.
Le 31 août 2011, Joëlle Milquet cède la présidence du cdH à Benoît Lutgen. À partir du 6 décembre 2011, elle est vice-Première ministre, ministre de l’Intérieur et de l’Égalité des chances dans le gouvernement Di Rupo.
Lors de la sa campagne électorale d'octobre 2012, Joëlle Milquet déclare dans une interview sur Maghreb TV qu'elle ne voit aucun problème à l'instauration d'horaires adaptés pour les femmes dans les piscines en faisant référence aux Assises de l'Interculturalité. Une polémique en découle avec le sénateur Alain Destexhe qui y voit un encouragement des « intégristes islamistes dans le travail de sape de nos valeurs européennes et dans nos règles de vivre ensemble ».
Depuis le 3 décembre 2012, elle est également conseillère communale à la Ville de Bruxelles et chef de groupe cdH.
Le 25 mai 2014, elle est élue députée régionale bruxelloise. Elle est nommée le 22 juillet 2014 vice-Présidente du gouvernement de la Fédération Wallonie-Bruxelles, ministre de l'Éducation, de la Culture et de l'Enfance.
Elle est nommée à la tête du Conseil d'administration de la RTBF en décembre 2024,. Elle succède à Baptiste Erkès, membre d'Ecolo.

## Ministre de l'Intérieur et de l'Égalité des chances
Presque un an après la diffusion du documentaire Femme de la rue, Joëlle Milquet et Annemie Turtelboom font approuver par le conseil des ministres du 12 juillet 2013 un avant-projet de loi modifiant la loi régissant la lutte contre la discrimination entre hommes et femmes de manière à défendre les victimes d’agressions verbales à caractère sexiste dénoncés dans celui-ci,. La loi est finalement votée en fin de législature.
Face à la problématique d’islamistes belges partis combattre avec les rebelles en Syrie, Joëlle Milquet propose la fermeture des frontières à leur égard avant leur départ. Des membres du comité ministériel restreint remettent en cause l'efficacité des mesures prises, (notamment au vu de la participation de djihadistes belges à la décapitation d'un prisonnier de guerre sur place) et émettent des doutes sur l'engagement politique véritable de Joëlle Milquet en prétendant qu'elle soigne plus son image par son agitation médiatique que tout autre chose. Répondant à une mesure d'exclusion des registres de la population prise par Bart de Wever à Anvers, Joëlle Milquet annonce[Quand ?] qu'elle est possible, mais non efficace. En étant rayés des registres, les 22 islamistes radicaux partis en Syrie perdraient leurs droits sociaux.
Joëlle Milquet a été menacée de mort à cause d'une photo d'elle en compagnie de terroristes takfiristes liés à Al-Qaïda. Elle argue pour sa défense qu'elle ignorait à l'époque les liens terroristes des prédicateurs takfiristes.
En février 2014, le parquet de Bruxelles indique que, depuis 2011, il existe 29 dossiers portés à la connaissance des différentes zones de police de Bruxelles dans lesquels de faux chauffeurs de taxi sont vraisemblablement impliqués,. À la suite de ces faits graves, Joëlle Milquet lance une campagne visant à briser le silence sur les viols, en collaboration avec les ministres de la Santé et de la Justice, Laurette Onkelinx et Annemie Turtelboom.

## Mandats électifs exercés
- 1995-1999 : sénatrice fédérale élue directement par le collège électoral français
- 1995-2006 : conseillère communale à Woluwe-Saint-Pierre
- 1999-2008 : députée fédérale de l'arrondissement de Bruxelles-Hal-Vilvorde
- Depuis 2006 : conseillère communale à la Ville de Bruxelles
- 2006-2012 : première échevine (« empêchée » à partir de mars 2008) chargée de l'État Civil, de la Culture et de l'Emploi-Formation de la Ville de Bruxelles
- 2008-2011 : vice-première ministre, ministre de l'Emploi et de l'Égalité des chances (de juillet 2009 à fin 2011, également chargée de la Politique de Migration et d'Asile)
- 2011-2014 : vice-première ministre, ministre de l’Intérieur et de l’Égalité des chances
- 2014-2016 : ministre de l'Enseignement obligatoire, des bâtiments scolaire, de la Petite enfance et de la Culture (Communauté française)
- 2016-2019 : députée à la Région de Bruxelles-Capitale.

## Distinction
Joëlle Milquet est chevalier de l'ordre de Léopold.[réf. souhaitée]

## Affaires judiciaires

### Affaire des emplois fictifs
Six mois avant les élections fédérales de 2014, plusieurs collaborateurs qualifiés par la presse « d’étranges » sont engagés au cabinet de l’Intérieur en vue de préparer la campagne électorale. Le 27 juin 2014, le Parquet général de Bruxelles annonce qu’une enquête est ouverte au sujet de ces engagements. En mai 2015, l’affaire est mise à l’instruction et confiée à un conseiller à la Cour d’appel de Bruxelles. 
Le 16 juin 2015, des perquisitions ont lieu au cabinet de Joëlle Milquet et des documents sont emportés par les enquêteurs. Le 11 avril 2016 elle annonce avoir été inculpée pour prise illégale d'intérêt et annonce sa démission en tant que ministre de l'Éducation de la Fédération Wallonie-Bruxelles. En réaction elle s'en prend à la Justice en insistant sur « une méconnaissance du fonctionnement des cabinets, voire une méfiance », de la part du pouvoir judiciaire, qui en aurait une « interprétation erronée, ignorante et suspecte ». Six mois plus tard, l'ex-ministre de l'éducation annonce peu après la rentrée politique 2016-2017 revenir sur le devant de la scène politique. Toutefois, il est fait état d'une autre enquête au sujet de la fouille de la messagerie de ses collaborateurs, ce que son avocat dément. 
Olivier Maingain, président de Défi, fait de sa mise à l'écart l'une des conditions pour un changement de coalition en Région de Bruxelles-Capitale et en Communauté française, qui n'aura finalement pas lieu. À sa demande, des membres de cabinets libéraux et socialistes sont auditionnés, ce qui leur fait dire "qu'elle a essayé de faire tomber les autres avec elle".
En 2021, ce dossier est toujours au point mort alors que de nouveaux devoirs complémentaires sont demandés par la défense et que la date de prescription fixée à 2024 se rapproche.

### Fouille des messageries de ses collaborateurs
En 2017, une enquête est ouverte concernant une demande de Joëlle Milquet à l'informaticien de son cabinet pour fouiller les messageries de ses collaborateurs. Cette fouille aurait eu pour but de trouver la « taupe » qui serait à l'origine des fuites vers la presse dans le cadre de l'affaire des emplois fictifs.
L'ouverture de cette enquête découlerait de plusieurs échanges sur le sujet qui aurait été découverts par les enquêteurs.

### Subornation de témoins
Depuis le premier trimestre 2018, une enquête pour subornation de témoins est en cours à l'égard de Joëlle Milquet. Celle-ci aurait fait pression sur plusieurs de ses anciens collaborateurs entendus par la justice dans le cadre de l’instruction du parquet général concernant l'affaire dite des emplois fictifs.